# Прочено
Прочѐно (на италиански: Proceno) е село и община в Централна Италия, провинция Витербо, регион Лацио. Разположно е на 418 m надморска височина. Населението на общината е 612 души (към 31 декември 2010 г.).